# Kärntner Wulfenie
Die Kärntner Wulfenie (Wulfenia carinthiaca), auch Kuhtritt genannt, ist eine Pflanzenart aus der Familie der Wegerichgewächse (Plantaginaceae).
Die Art ist nach Franz Xaver von Wulfen benannt, der sie 1779 auf dem Gartnerkofel in Kärnten entdeckte.

## Merkmale
Die Kärntner Wulfenie ist eine ausdauernde Rosettenpflanze und erreicht Wuchshöhen von 30 bis 40, selten bis 50 cm. Die Blätter sind ungeteilt. Die Rosettenblätter sind umgekehrt-eiförmig, 15 bis 20 cm lang, gekerbt, glänzend und fast kahl. Am Stängel befinden sich wechselständige Schuppenblätter. Die Stängel stehen aufrecht, sind einfach und entspringen dem horizontal wachsenden, verzweigten Rhizom. Die Pflanze ist mit Ausnahme der Blattstiele und der Blattmittelrippen unbehaart. Die Rosettenblätter überwintern und vermitteln der Pflanze im Frühjahr einen Entwicklungsvorsprung gegenüber anderen Pflanzenarten.
Der Blütenstand ist 20 bis 30 cm hoch, trägt Schuppenblätter und ist einseitswendig. Die Blüten stehen dicht. Der Kelch ist fünfzählig und bis zu 8 mm lang. Die Krone ist blauviolett und 12 bis 15 mm lang. Blütezeit ist von Juni bis Juli. Als Bestäuber werden Bienen und Hummeln vermutet.
Die Früchte sind vielsamige Kapseln, die sich mit vier Klappen öffnen und etwas kürzer als der Kelch sind.
Die Chromosomenzahl beträgt 2n = 18.

## Systematik und Verbreitung
Die Gliederung der Gattung in Arten und Unterarten ist seit längerer Zeit umstritten. Die Populationen aus Kleinasien (Samandağ, Nurgebirge) werden heute eigenständigen Arten (Wulfenia orientalis und Wulfenia glandulifera) zugeschrieben. Unklar war lange Zeit das Verhältnis der alpinen Kärntner Populationen zu den Funden aus dem Prokletije-Gebirge in Albanien und Montenegro. Verschiedene Botaniker unterschieden hier wachsende Sippen als Arten oder Unterarten Wulfenia baldaccii und Wulfenia belcicii, mit den Unterarten blecicii und rohlenae. Nach neueren morphologischen und genetischen Untersuchungen ist der Status von Wulfenia baldaccii als eigenständige Art gerechtfertigt. Diese kommt nur im südlichen Prokletije, in Albanien, vor. Die bisher oft als Wulfenia blecicii oder Wulfenia carinthiaca subsp. blecicii bezeichneten Pflanzen waren hingegen weder morphologisch noch genetisch von den Kärntner Vorkommen differenzierbar. Während die Gattung Wulfenia miozänes Alter erreicht, seien die europäischen Populationen vor vergleichsweise kurzer Zeit, höchsten ca. 2 Millionen Jahren, voneinander getrennt. Dieser Auffassung entsprechend besäße die Art keine Unterarten.

### Unterartcarinthiaca
Die Nominatform, Wulfenia carinthiaca subsp. carinthiaca kommt nur auf einem sehr kleinen Gebiet auf dem Gartnerkofel in den Karnischen Alpen vor. Ihr Areal umfasst nur 10 km². Auf österreichischer Seite wächst sie auf der Garnitzenalm, der Kühwegeralm und der Watschigeralm, auf italienischer Seite auf der Auernigalm und der Zirkelalm. In ihrem Areal ist sie nicht selten, gilt aber aufgrund der Kleinheit des Areals als gefährdet und ist in Kärnten vollkommen geschützt. Ein angesalbter Bestand befindet sich am Radhausberg in Bad Gastein (Salzburg).
Sie wächst in Hochstaudenfluren (wo sie meist nicht zur Blüte kommt) und Weiderasen besonders der subalpinen Höhenstufe, vorwiegend zwischen 1300 und 2000 m Seehöhe, steigt aber auch bis 1000 m herab. Sie ist lichtbedürftig, an schattigen Standorten wie in Grünerlengebüschen kommt sie nicht zur Blüte. Sie bevorzugt eine gute Wasser- und Nährstoffversorgung. Der Boden sollte neutral bis schwach sauer sein bei pH-Werten zwischen 5,4 und 7,3. Stark saure wie auch basische Böden meidet sie.
Den Großteil ihres Wuchsareals hingegen verdankt das Vorkommen der Wulfenie anthropogen-zoogenen Einflüssen. Crepido-Festucetum commutatae, Cicerbitetum alpinae, die Myrrhis odorata-Gesellschaft des Chrysanthemo rotundifolii-Piceion, teilweise Athyrietum filix-feminae und Alnetum viridis sind Produkte historischer und/oder aktueller almwirtschaftlicher Bewirtschaftungsmaßnahmen von Tritt und Verbiss durch Weidevieh, Schwendung sowie forstwirtschaftliche Nutzungen. Als entscheidend für eine Besiedelung durch Wulfenia carinthiaca zeigt sich das Vorhandensein offenen Bodens in Form von Anrissen, Tritt- und Schürfstellen. Kluge Beweidung ist somit unumgänglich für den Erhalt der Art. Neben der Offenhaltung bzw. Auflichtung der Vegetationsbestände erscheint daher die Wirkung wiederkehrenden Viehtritts unabdingbar für eine dauerhafte Stabilisierung eines Großteils der besiedelten Standorte. Durch den Rückzug der Almbeweidung und pflegender Bewirtschaftungsgänge sind die Standortsverhältnisse und damit die Wuchsbedingungen für die Wulfenie in den Hanglagen in Veränderung begriffen. Durch nachlassenden Weidedruck werden die Weiderasen des Crepido-Festucetum commutatae auf tiefgründig-frischem Braunerdeboden über schieferigem Substrat sukzessive von Hochstaudenfluren des Cicerbitetum alpinae verdrängt. Wulfenia carinthiaca bleibt infolge bestandesinterner Lichtkonkurrenz gegenüber den Hochstauden zunächst im sterilen Zustand erhalten und reproduziert sich vegetativ. In einer weiteren Phase der Entwicklung wird das Cicerbitetum alpinae vom Alnetum viridis abgelöst. Parallel beginnen die Wulfenia-Pflanzen im Unterwuchs zu überaltern und abgängig zu werden.
Unter ärmeren Substratverhältnissen (Kalk- und Moränenschutt) verläuft die Vegetationsdynamik über die Einwanderung und Ausbreitung von Alpenrosen-Gebüschen. In einer jungen Phase kann Wulfenia kurzfristig eine Förderung erfahren, etwa wenn entlang der saumförmigen Krausen um die Alpenrosen-Gehölze offene Bodenstellen entstehen. Diese Bestände können über längere Zeiträume und gelegentliche Beweidung relativ stabil bleiben. Erst wenn die Grün-Erle sich durchsetzt und die Alpenrosen-Gebüsche abbaut und mineralisiert werden, tritt Wulfenia den Rückzug an.
Bekannte Inhaltsstoffe sind die Phenylethanoidglykoside Plantamajosid, 2′‐O‐Acetylplantamajosid, 2′,6″‐O‐Diacetylplantamajosid und die Iridoidglykoside Globularin, Globularimin, Isoscophularosid und Baldacciosid sowie Wulfenosid.

### Unterartblecicii
Die Pflanzen der umstrittenen Unterart blecicii unterscheiden sich kaum von denen der Unterart carinthiaca. Ihre Populationen sind allerdings 700 km von denen der Nominatform getrennt: sie kommen im Prokletije-Gebirge im Grenzgebiet zwischen Montenegro, Kosovo und Albanien vor und besiedeln ein Areal von rund 400 km².

## Belege
- M. Staudinger: Wulfenia carinthiaca. In: Wolfgang Rabitsch, Franz Essl: Endemiten – Kostbarkeiten in Österreichs Pflanzen- und Tierwelt. Naturwissenschaftlicher Verein für Kärnten und Umweltbundesamt GmbH, Klagenfurt/Wien 2009, ISBN 978-3-85328-049-2, S. 253f.
- Siegmund Seybold (Hrsg.): Schmeil-Fitschen interaktiv. (CD-Rom), Quelle & Meyer, Wiebelsheim 2001/2002, ISBN 3-494-01327-6 (Merkmale)
- Manfred A. Fischer, Karl Oswald, Wolfgang Adler: Exkursionsflora für Österreich, Liechtenstein und Südtirol. 3., verbesserte Auflage. Land Oberösterreich, Biologiezentrum der Oberösterreichischen Landesmuseen, Linz 2008, ISBN 978-3-85474-187-9.
- Peter Kurz, Norbert Kerschbaumer: Die Pflanzengesellschaften mit Wulfenia carinthiaca auf der Watschiger Alm und der Garnitzenalm. Vegetationskundliche Vorarbeiten für ein Bewirtschaftungskonzept zur Erhaltung des „Kärntner Kuhtritts“ in den Karnischen Alpen. Verhandlungen der Zoologisch-Botanischen Gesellschaft Österreich 146, 2009, 103–124.